# Whiskey on a Sunday
Whiskey on a Sunday utkom den 25 juli 2006 och är det femte albumet som celtic punk-bandet Flogging Molly har släppt. Albumet innehåller två diskar, därav en cd och en dvd, med skapandet av skivan och lite smått med intervjuer med hela bandet.

## Låtlista
1. "Laura" - 4:16
2. "Drunken Lullabies" - 4:55
3. "The Wanderlust" - 3:37
4. "Another bag of bricks" - 4:05
5. "Tomorrow comes a day to soon" - 3:39
6. "The likes of you again" - 4:09
7. "Swagger" - 2:15
8. "Black friday rules" - 11:59
9. "Whitin a mile of home" - 4:34
10. "What's left of the flag" - 4:13

Låtarna 2-5 är akustiska-versioner och låtarna 6-10 är Live-versioner.